# Зиґ (селище)
Зиґ (Зих; азерб. Zığ) — селище на сході Азербайджану, підпорядковане Сураханському району міста Баку, є його південно-східною околицею.

## Географія
Селище розташоване берегах озера Зиґ та на березі Бакинської затоки Каспійського моря.

## Історія
Статус селища міського типу надано в 1936 році.

## Населення
Населення селища становить 13300 осіб (2012; 4408 в 1989, 3027 в 1979, 2758 в 1970, 2066 в 1959).

## Господарство
Селище сполучене з Баку та сусідніми селищами автошляхами. на узбережжі моря, на пляжі, розташовані санаторії та бази відпочинку.

## Історичні пам'ятки
На місцевому кладовищі збереглись висічені з каменя зображення овець, написані на яких зроблені арабською мовою.